# Stazione di San Nazario
La stazione di San Nazario è una fermata ferroviaria posta sulla linea Trento-Venezia. Serve il centro abitato di San Nazario, frazione del comune di Valbrenta.
Negli anni sessanta, il fabbricato viaggiatori di San Nazario fu riprodotto in scala H0 dalla ditta Rivarossi.